# Ivan Mesík
Ivan Mesík (Banská Bystrica, 1 juni 2001) is een Slowaaks voetballer die doorgaans als verdediger speelt. Hij verruilde in 2024 Pescara voor Heracles Almelo.

## Clubcarrière
Mesík speelde in de jeugd bij MFK Dukla Banská Bystrica en FC Spartak Trnava. Hij debuteerde voor het eerste van Spartak op 18 mei 2019 tegen FC Nitra. Het seizoen erna, 2019/20, speelde hij bijna alle wedstrijden. Spartak Trnava werd dat jaar kampioen, en mocht proberen zich te plaatsen voor de UEFA Europa League. Mesík speelde tegen FK Radnik Bijeljina en Lokomotiv Plovdiv. Hij scoorde voor de Slowaakse ploeg twee keer in 24 wedstrijden.

### FC Nordsjælland
In januari 2020 maakte Mesík de overstap naar FC Nordsjælland, in de Deense Superligaen. Hij debuteerde op 29 mei, tegen Silkeborg IF (0-2). Hij speelde in totaal 38 wedstrijden voor de Denen, verspreid over twee seizoenen. In de seizoenen 2021 en 2022 werd Mesík uitgeleend aan twee Noorse ploegen, achtereenvolgens Stabæk en Odds BK. 

### Pescara
Begin 2023 vertrok Mesík naar Pescara, dat uitkwam in de Serie C. Hij debuteerde op 4 maart, tegen SS Juve Stabia (2-2). Hij speelde anderhalf seizoen bij Pescara, waarin hij tot 48 wedstrijden kwam.

### Heracles Almelo
In de zomer van 2024 stapte Mesík over naar Heracles Almelo in de Eredivisie. Hij debuteerde in de eerste speelronde van het seizoen 2024/25 tegen Sparta Rotterdam (0-0). Hij was voor coach Erwin van de Looi meteen een onbetwiste basisspeler.

## Interlandcarrière
Mesík speelde voor verschillende jeugdelftallen van Slowakije, waaronder een kwalificatiereeks voor het EK –21 van 2023. Op 10 juni 2022 zat Mesík voor het eerst bij de selectie van het seniorenelftal, voor een wedstrijd in de UEFA Nations League tegen Azerbeidzjan. Hij kwam niet in actie.
Mesík debuteerde voor Slowakije op 20 maart 2025 in een Nations League play-off duel tegen Slovenië
| Interlands van Ivan Mesík voor Slowakije | Interlands van Ivan Mesík voor Slowakije | Interlands van Ivan Mesík voor Slowakije | Interlands van Ivan Mesík voor Slowakije | Interlands van Ivan Mesík voor Slowakije | Interlands van Ivan Mesík voor Slowakije |
| №                                        | Datum                                    | Wedstrijd                                | Uitslag                                  | Competitie                               | Goals                                    |
| Als speler van Heracles Almelo           | Als speler van Heracles Almelo           | Als speler van Heracles Almelo           | Als speler van Heracles Almelo           | Als speler van Heracles Almelo           | Als speler van Heracles Almelo           |
| ---------------------------------------- | ---------------------------------------- | ---------------------------------------- | ---------------------------------------- | ---------------------------------------- | ---------------------------------------- |
| 1                                        | 20 maart 2025                            | Slowakije – Slovenië                     | 0 – 0                                    | Nations League 2024/25                   |                                          |
| 2                                        | 23 maart 2025                            | Slovenië – Slowakije                     | 1 – 0 n.v.                               | Nations League 2024/25                   |                                          |

Bijgewerkt t/m 23 maart 2025

## Statistieken
| Seizoen | Club              | Competitie  | Competitie | Competitie | Beker | Beker | Overig | Overig | Totaal | Totaal |
| Seizoen | Club              | Competitie  | Wed.       | Dlp.       | Wed.  | Dlp.  | Dlp.   | Dlp.   | Wed.   | Dlp.   |
| ------- | ----------------- | ----------- | ---------- | ---------- | ----- | ----- | ------ | ------ | ------ | ------ |
| 2018/19 | FC Spartak Trnava | Niké Liga   | 1          | 0          | 0     | 0     | 0      | 0      | 1      | 0      |
| 2019/20 | FC Spartak Trnava | Niké Liga   | 16         | 1          | 4     | 1     | 3      | 0      | 23     | 2      |
| 2019/20 | FC Nordsjælland   | Superligaen | 11         | 0          | 0     | 0     | 0      | 0      | 11     | 0      |
| 2020/21 | FC Nordsjælland   | Superligaen | 27         | 0          | 0     | 0     | 0      | 0      | 27     | 0      |
| 2021    | → Stabæk Fotball  | Eliteserien | 12         | 1          | 1     | 0     | 0      | 0      | 13     | 1      |
| 2022    | → Odds BK         | Eliteserien | 10         | 0          | 3     | 0     | 0      | 0      | 13     | 0      |
| 2022/23 | Pescara           | Serie C     | 13         | 0          | 0     | 0     | 0      | 0      | 13     | 0      |
| 2023/24 | Pescara           | Serie C     | 33         | 0          | 2     | 0     | 0      | 0      | 35     | 0      |
| 2024/25 | Heracles Almelo   | Eredivisie  | 31         | 1          | 5     | 0     | 0      | 0      | 36     | 1      |
| Totaal  | Totaal            | Totaal      | 154        | 3          | 15    | 1     | 3      | 0      | 172    | 4      |

Bijgewerkt op 7 maart 2025.